# Yoshinori Kitase
Yoshinori Kitase (北瀬 佳範 Kitase Yoshinori?), född 23 september 1966, är en japansk spelregissör och producent för datorspelsföretaget Square Enix. Han är känd för sitt arbete med spel som Final Fantasy VI (1994), Chrono Trigger (1995), Final Fantasy VII (1997), Final Fantasy VIII (1999) och Final Fantasy X (2001).

## Verk
| År   | Speltitel                                   | Plattform                           | Roll(er)                                               |
| ---- | ------------------------------------------- | ----------------------------------- | ------------------------------------------------------ |
| 1991 | Mystic Quest                                | Game Boy                            | Speldesign, scenario                                   |
| 1992 | Romancing SaGa                              | Super Nintendo Entertainment System | Field map-design                                       |
| 1992 | Final Fantasy V                             | Super Nintendo Entertainment System | Fältplanerare, händelseplanerare, scenarioförfattare   |
| 1994 | Final Fantasy VI                            | Super Nintendo Entertainment System | Regissör, händelseförfattare, scenarioförfattare       |
| 1995 | Chrono Trigger                              | Super Nintendo Entertainment System | Regissör, scenarioförfattare                           |
| 1997 | Final Fantasy VII                           | Playstation 1, Windows              | Regissör, scenarioförfattare                           |
| 1998 | Ehrgeiz                                     | Playstation 1                       | FF VII:s personal                                      |
| 1999 | Final Fantasy VIII                          | Playstation 1, Windows              | Regissör, författare, systemdesigner, händelseregissör |
| 2001 | Final Fantasy X                             | Playstation 2                       | Producent, huvudregissör, scenarioförfattare           |
| 2002 | Kingdom Hearts                              | Playstation 2                       | Medproducent                                           |
| 2003 | Final Fantasy X-2                           | Playstation 2                       | Producent                                              |
| 2004 | Before Crisis: Final Fantasy VII            | Mobiltelefon                        | Exekutiv producent                                     |
| 2004 | Kingdom Hearts: Chain of Memories           | Game Boy Advance                    | Producent                                              |
| 2005 | Final Fantasy VII: Technical Demo for PS3   | Playstation 3                       | Handledare                                             |
| 2005 | Final Fantasy VII: Advent Children          | DVD-Video, UMD                      | Producent                                              |
| 2005 | Kingdom Hearts II                           | Playstation 2                       | Medproducent                                           |
| 2006 | Dirge of Cerberus: Final Fantasy VII        | Playstation 2                       | Producent                                              |
| 2006 | Final Fantasy V Advance                     | Game Boy Advance                    | Handledare                                             |
| 2006 | Final Fantasy VI Advance                    | Game Boy Advance                    | Handledare                                             |
| 2006 | Dawn of Mana                                | Playstation 2                       | Speciellt tack                                         |
| 2007 | Heroes of Mana                              | Nintendo DS                         | Speciellt tack                                         |
| 2007 | Crisis Core: Final Fantasy VII              | Playstation Portable                | Exekutiv producent, händelseplanerare                  |
| 2008 | Sigma Harmonics                             | Nintendo DS                         | Producent                                              |
| 2008 | Dissidia: Final Fantasy                     | Playstation Portable                | Producent                                              |
| 2009 | Final Fantasy VII: Advent Children Complete | Blu-ray Disc                        | Producent                                              |
| 2009 | Final Fantasy XIII                          | PlayStation 3, Xbox 360             | Producent, Crystal Tools utvecklingspersonal           |
| 2010 | The 3rd Birthday                            | Playstation Portable                | Producent                                              |
| 2011 | Dissidia 012: Final Fantasy                 | Playstation Portable                | Speciellt tack                                         |
| 2011 | Final Fantasy Type-0                        | Playstation Portable                | Producent                                              |
| 2011 | Final Fantasy XIII-2                        | Playstation 3, Xbox 360             | Producent                                              |
| 2012 | Theatrhythm Final Fantasy                   | Nintendo 3DS                        | Speciellt tack                                         |
| 2013 | Final Fantasy: All The Bravest              | iOS                                 | Speciellt tack                                         |
| 2013 | Lightning Returns: Final Fantasy XIII       | Playstation 3, Xbox 360             | Producent                                              |
| 2013 | Final Fantasy X/X-2 HD Remaster             | Playstation 3, Playstation Vita     | Producent                                              |